# Дріб
Дріб (звичайний дріб, простий дріб) — у математиці це представлення чисел або математичних величин у вигляді результату операції ділення.
Найчастіше дріб подається у формі {\displaystyle a \over b}, де ділене a називають чисельником, а дільник b — знаменником дробу. Також рівнозначно застосовують форму a:b або a/b. Знаменник дробу не може дорівнювати нулю.
Історично, через дроби були побудовані раціональні числа, коли чисельник та знаменник — цілі числа.
Дроби застосовують для позначення частин деяких об'єктів. Наприклад:
- 2/3 (читається «дві третини») мешканців міста,

Зображення дробів на прикладі торта. Четверта частина торта — відсутня. Залишилося три чверті.

- 1/5 (читається «одна п'ята») кімнати.

## Види дробів
- Раціональні дроби
- Десяткові дроби
- Правильні та неправильні дроби
- Мішані дроби
- Взаємно обернені дроби
- Ланцюгові дроби

## Правильні та неправильні дроби
Якщо чисельник менший від знаменника, то такий дріб називається правильним:
{\displaystyle 3 \over 5}.
Якщо чисельник більший від знаменника або рівний йому, то такий дріб називається неправильним:
{\displaystyle 7 \over 2} або {\displaystyle 2 \over 2}.
Неправильні дроби погоджено подавати у вигляді мішаних чисел:
{\displaystyle {7 \over 2}=3{1 \over 2}}.
Для того, щоб перетворити неправильний дріб на мішане число, потрібно чисельник поділити на знаменник. Наприклад, дробом 7/2 можна записати результат ділення числа 7 на число 2. Тоді цілу і дробову частини мішаного числа можна знайти так:
1. Виконуємо ділення націло: 7:2 = 3 (залишок 1).
2. Отримана неповна частка (3) буде цілою частиною мішаного числа,
3. Залишок (1) буде чисельником дробової частини.

## Взаємообернені дроби
Два дроби називаються взаємно оберненими, якщо чисельник першого дробу дорівнює знаменнику другого і навпаки. Тобто взаємно оберненими є:

{\displaystyle {\frac {a}{b}}} і {\displaystyle {\frac {b}{a}}}.

Дріб, обернений до цілого числа, має як чисельник одиницю, а як знаменник — це саме число. Тобто взаємно оберненими є:

{\displaystyle a} і {\displaystyle {\frac {1}{a}}}.

Число 1 обернене саме до себе.

## Операції над дробами
У даній статті подається спрощене пояснення операцій над раціональними числами. Для детальнішого теоретичного пояснення, дивіться статтю про раціональне число.

### Спрощення
Заміна дробу на рівний йому дріб шляхом ділення чисельника і знаменника на одне і те ж натуральне число, яке є їх спільним дільником.

### Скорочення
Спрощення дробу на найбільший спільний дільник чисельника та знаменника.
Дріб називають нескоротним, якщо найбільший спільний дільник чисельника і знаменника дорівнює 1.

### Додавання
Сумою двох дробів із спільним (однаковим) знаменником є дріб, чисельник якого дорівнює сумі чисельників, а знаменник дорівнює спільному знаменнику доданків.
Щоб додати два дроби a:b та c:d, слід спершу звести їх до спільного знаменника, тобто помножити чисельник та знаменник кожного дробу на знаменник іншого[джерело?]. Таким чином, ми отримаємо два дроби із однаковими знаменниками:
{\displaystyle {{a \over b}+{c \over d}}={{{ad} \over {bd}}+{{cb} \over {db}}}={{ad+cb} \over {bd}}}.

### Віднімання
За аналогією із додаванням дробів, визначається їх різниця:
{\displaystyle {{a \over b}-{c \over d}}={{a \over b}+{-c \over d}}={{{ad} \over {bd}}+{{-cb} \over {bd}}}={{ad-cb} \over {bd}}}.
Тобто, змінивши знак чисельника другого доданку на протилежний, ми просто додаємо їх.

### Множення
Добутком двох дробів є дріб, чисельник якого дорівнює добутку чисельників, а знаменник — добутку знаменників. Якщо чисельник одного дробу і знаменник того самого або іншого дробу утворюють скоротний дріб, то його можна скоротити.
{\displaystyle {a \over b}\cdot {c \over d}}={{ac} \over {bd}}.
Якщо помножити дріб на його знаменник, вийде його чисельник:
{\displaystyle {\frac {a}{b}}\times b=a}.
Добутком двох взаємно обернених дробів є завжди 1:
{\displaystyle {a \over b}\times {b \over a}=1}.
Множення дробу на натуральне число. Добуток дробу і натурального числа є дріб, чисельник якого дорівнює добутку чисельника із натуральним числом, а знаменник лишається без зміни.
Приклади:
{\displaystyle {\frac {3}{7}}\cdot 2={\frac {3\cdot 2}{7}}={\frac {6}{7}}},
{\displaystyle {\frac {1}{2}}\cdot 4={\frac {4}{2}}=2}.
Множення мішаних чисел. Для того щоб помножити два мішаних числа, потрібно:
- перетворити мішані дроби в неправильні;
- перемножити чисельники і знаменники дробів;
- скоротити отриманий дріб;
- якщо було отримано неправильний дріб потрібно перетворити його в мішаний.[2]

Знаходження добутку двох мішаних чисел: {\displaystyle {2}{\tfrac {1}{2}}\cdot {1}{\tfrac {2}{3}}={\tfrac {4+1}{2}}\cdot {\tfrac {3+2}{3}}={\tfrac {5}{2}}\cdot {\tfrac {5}{3}}={\tfrac {25}{6}}={4}{\tfrac {1}{6}}}.
Знаходження добутку мішаного дробу і цілого числа: {\displaystyle {4}{\tfrac {1}{3}}\cdot 6={\tfrac {12+1}{3}}\cdot 6={\tfrac {13\cdot 6}{3}}=26}.
Знаходження добутку мішаного і звичайного дробу: {\displaystyle {2}{\tfrac {1}{7}}\cdot {\tfrac {3}{5}}={\tfrac {14+1}{7}}\cdot {\tfrac {3}{5}}={\tfrac {15\cdot 3}{7\cdot 5}}={\tfrac {9}{7}}={1}{\tfrac {2}{7}}}.

### Ділення
Часткою двох дробів є дріб, чисельник якого дорівнює добутку чисельника діленого на знаменник дільника, а знаменник — добутку знаменника діленого на чисельник дільника:
{\displaystyle {{a \over b}:{c \over d}}={{a \over b} \over {c \over d}}={{ad} \over {bc}}}.
Ділення дробу на натуральне число. Щоб поділити дріб на натуральне число, потрібно знаменник дробу помножити на дане число, а чисельник залишити без змін.
Приклад:
{\displaystyle {\tfrac {3}{7}}\div {2}={\tfrac {3}{7\cdot 2}}={\tfrac {3}{14}}}.
Ділення натурального числа на дріб. Щоб поділити натуральне число на дріб, потрібно число помножити на дріб обернений заданому. Щоб отримати дріб, обернений даному, слід поміняти місцями чисельник і знаменник.
Приклади:
{\displaystyle {2}\div {\tfrac {7}{2}}={2}\cdot {\tfrac {2}{7}}={\tfrac {4}{7}}}.
{\displaystyle {2}\div {\tfrac {4}{5}}={2}\cdot {\tfrac {5}{4}}={\tfrac {2\cdot 5}{2\cdot 2}}={\tfrac {4+1}{2}}={2}{\tfrac {1}{2}}}.
Ділення звичайних дробів. Щоб поділити один дріб на інший, потрібно помножити перший дріб на дріб, обернений даному.
Приклади:
{\displaystyle {\tfrac {3}{7}}\div {\tfrac {4}{5}}={\tfrac {3}{7}}\cdot {\tfrac {5}{4}}={\tfrac {3\cdot 5}{7\cdot 4}}={\tfrac {15}{28}}},
{\displaystyle {\tfrac {6}{7}}\div {\tfrac {4}{7}}={\tfrac {6}{7}}\cdot {\tfrac {7}{4}}={\tfrac {6\cdot 7}{7\cdot 4}}={\tfrac {3}{2}}={1}{\tfrac {1}{2}}}.
Ділення мішаних чисел. Щоб поділити одне мішане число на інше, потрібно:
- перетворити мішані числа в неправильні дроби;
- помножити перший дріб на дріб, обернений даному;
- скоротити отриманий дріб;
- якщо було отримано неправильний дріб, перетворити його в мішане число.[3]

Приклади:
{\displaystyle {1}{\tfrac {1}{2}}\div {2}{\tfrac {2}{3}}={\tfrac {2+1}{2}}\div {\tfrac {6+2}{3}}={\tfrac {3}{2}}\div {\tfrac {8}{3}}={\tfrac {3}{2}}\cdot {\tfrac {3}{8}}={\tfrac {9}{16}}},
{\displaystyle {2}{\tfrac {1}{7}}\div {\tfrac {3}{5}}={\tfrac {14+1}{7}}\div {\tfrac {3}{5}}={\tfrac {15}{7}}\cdot {\tfrac {5}{3}}={\tfrac {25}{7}}={3}{\tfrac {4}{7}}}.

## Порівняння
Якщо знаменники дробів рівні, то більший той дріб, у якого чисельник більший:
{\displaystyle {\frac {2}{7}}<{\frac {4}{7}}}.
Якщо чисельники дробів рівні, то більший той дріб, у якого знаменник менший:
{\displaystyle {\frac {1}{2}}>{\frac {1}{4}}}.
Щоби порівняти дроби з різними знаменниками їх можна звести їх до однакових знаменників і потім порівняти їх:
Наприклад, що більше, {\displaystyle {\frac {4}{7}}} чи {\displaystyle {\frac {2}{3}}} ?
{\displaystyle {\frac {4}{7}}={\frac {4\cdot 3}{7\cdot 3}}={\frac {12}{21}},\qquad {\frac {2}{3}}={\frac {2\cdot 7}{3\cdot 7}}={\frac {14}{21}}}.
Отже,
{\displaystyle {\frac {4}{7}}<{\frac {2}{3}}}.

## Пропорції
Пропорції використовують дроби для представлення відношень, тобто того факту, що відношення певних складових частин двох предметів до відповідного цілого предмету є однаковим. Подається цей факт як правило у формі:
{\displaystyle {a \over b}={c \over d}}

### Похідні пропорції
Із цього факту виводяться формули для похідних пропорцій:
{\displaystyle {{ma+nb} \over {pa+qb}}={{mc+nd} \over {pc+qd}}}
де
{\displaystyle pa+qb\neq 0}
{\displaystyle pc+qd\neq 0}
Висновок:
Із {\displaystyle {a \over b}={c \over d}} слідує (помножимо ліву і праву частину рівності на b):
{\displaystyle {a}={{cb} \over d}}
Підставимо отриманий вираз для a в формулу похідної пропорції:
{\displaystyle {{ma+nb} \over {pa+qb}}={{m{{cb} \over d}+nb} \over {p{{cb} \over d}+qb}}={{{{mcb} \over d}+nb} \over {{{pcb} \over d}+qb}}={{{mcb+nbd} \over d} \over {{pcb+qdb} \over d}}={{{b(mc+nd)} \over d}*{d \over {b(pc+qd)}}}={{mc+nd} \over {pc+qd}}}

### Часткові випадки
{\displaystyle {{a\pm b} \over b}={{c\pm d} \over d}},
{\displaystyle {{a-b} \over {a+b}}={{c-d} \over {c+d}}}
Очевидно,
{\displaystyle a+b\neq 0}
{\displaystyle c+d\neq 0}

## Алгебраїчні дроби
Алгебраїчний дріб — це відношення двох алгебраїчних виразів. Як у випадку із частками цілих чисел, знаменник алгебраїчного дробу не може дорівнювати нулю. Наведемо два приклади алгебраїчних дробів:
{\displaystyle {\frac {3x}{x^{2}+2x-3}}} та {\displaystyle {\frac {\sqrt {x+2}}{x^{2}-3}}}.
Алгебраїчні дроби є предметом того ж самого поля властивостей, як арифметичні дроби.
Якщо в чисельнику і знаменнику дробу поліноми, як у {\displaystyle {\frac {3x}{x^{2}+2x-3}}}, алгебраїчний дріб називається раціональним дробом (або раціональним виразом). Ірраціональний дріб це такий дріб, який не є раціональним, як, наприклад, такий, що містить змінну під дробовим степенем або коренем, як у {\displaystyle {\frac {\sqrt {x+2}}{x^{2}-3}}}.
Термінологія, яка використовується для описання алгебраїчних дробів подібна до тої, що і для звичайних дробів. Наприклад, алгебраїчні дроби мають найменший кратний знаменник, якщо єдиним спільним множником для чисельника і знаменника є 1 і −1. Алгебраїчний дріб, в якому чисельник або знаменник, або вони обидва, містить дріб, як, наприклад, {\displaystyle {\frac {1+{\tfrac {1}{x}}}{1-{\tfrac {1}{x}}}}}, називається складним дробом.

## Педагогічні інструменти
У школі дріб можна демонструвати за допомогою різних інструментів. Можна використовувати частини кіл, частини стрічок, папір (для згортання або розрізання), частини у формі пирога, папір у клітинку, лічильні палички або геодошку, палички Кюїзенера, шаблонний блок та різне програмне забезпечення.